# Vortexx
Vortexx é um bloco infantil que estreou na TV norte americana em 25 de agosto de 2012. O bloco é programado pela Saban Brands, e transmitido pela The CW. Ele substituiu o bloco Toonzai da 4Kids Entertainment. Entre os shows que fazem parte do Vortexx, estão Power Rangers, Yu-Gi-Oh! e WWE Saturday Morning Slam. 
Em 20 de maio de 2014, noticiou que o último bloco infantil do canal, que é exibido atualmente aos sábados de manhã, será manejado pela própria produtora em setembro de 2014, sendo substituído por um programa de variedades chamado "One Magnificent Morning". Nenhum anúncio oficial foi feito tanto por Saban Brands (sobre a possível extinção do Vortexx, pelo menos no CW) ou Litton Entertainment sobre a vinda de "One Magnificent Morning".

## História
No dia 26 de junho de 2012, uma oferta feita pela KidsCo Mídia Ventures, uma afiliada da Saban Capital Group, para adquirir alguns dos ativos, incluindo o bloco da 4Kids exibido na The CW, foi finalizada. Em 2 de julho de 2012, foi anunciado que a Saban Brands, via Ventures KidsCo Media, começará a programação do bloco.  Em 12 de julho de 2012, foi anunciado que o bloco seria nomeado como Vortexx, e estreou em 25 de agosto de 2012 e encerra em Setembro de 2014. 

## Programação
Programas atualmente no ar pelo Vortexx, desde 25 de Agosto de 2012  :

### Atual
- As Aventuras de Chuck e Amigos (de propriedade da Hasbro)
- Rescue Heroes (de propriedade da Nelvana)
- Sonic X (de propriedade da Sega)
- Bolts and Blip (de propriedade da Saban)
- O Espetacular Homem-Aranha (de propriedade da Marvel)
- Liga da Justiça Sem Limites (de propriedade da DC Comics e da Warner Bros.)
- Dragon Ball Kai (licenciado pela Funimation Entertainment, exibido pelo Vortexx e também pelo Cartoon Network)
- B-Daman Crossfire (de propriedade da Takara)
- Yu-Gi-Oh! (de propriedade da Konami)
- Yu-Gi-Oh! Zexal (de propriedade da Konami)

### Futura
A partir do inverno de 2013.
- Digimon Fusion (de propriedade da Toei Animation)
- Campeões do Sendokai (de propriedade da Kotoc Produccions)

### Antiga
- The New Adventures of Nanoboy (de propriedade da Saban)
- Cubix (de propriedade da Saban)
- Iron Man - O Homem de Ferro (de propriedade da Marvel)
- Power Rangers - A Galáxia Perdida (de propriedade da Saban Brands)
- Transformers: Prime (de propriedade da Hasbro)
- WWE Saturday Morning Slam (de propriedade da World Wrestling Entertainment)